# Nawa (India)
Nawa è una suddivisione dell'India, classificata come municipality, di 18.226 abitanti, situata nel distretto di Nagaur, nello stato federato del Rajasthan. In base al numero di abitanti la città rientra nella classe IV (da 10.000 a 19.999 persone).

## Geografia fisica
La città è situata a 27° 1' 0 N e 75° 0' 0 E e ha un'altitudine di 368 m s.l.m..

## Società

### Evoluzione demografica
Al censimento del 2001 la popolazione di Nawa assommava a 18.226 persone, delle quali 9.622 maschi e 8.604 femmine. I bambini di età inferiore o uguale ai sei anni assommavano a 2.890, dei quali 1.528 maschi e 1.362 femmine. Infine, coloro che erano in grado di saper almeno leggere e scrivere erano 11.874, dei quali 7.056 maschi e 4.818 femmine.